# 薩卡菲索拉島

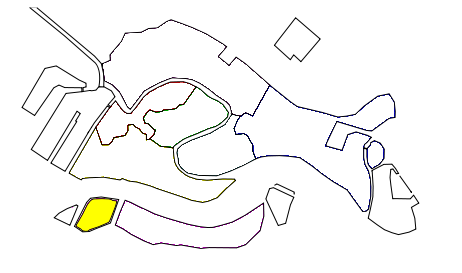

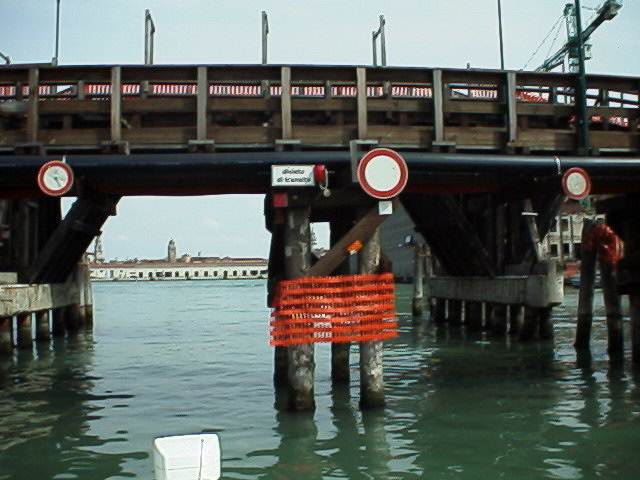

薩卡菲索拉島是意大利的人工島，位於該國北部威尼斯潟湖，長0.69公里、寬0.41公里，面積0.18平方公里，最高點海拔高度2米，島上設有威尼斯唯一的游泳池，2008年人口1,480。
45°26′N 12°19′E / 45.433°N 12.317°E